# The Temple at Thatch

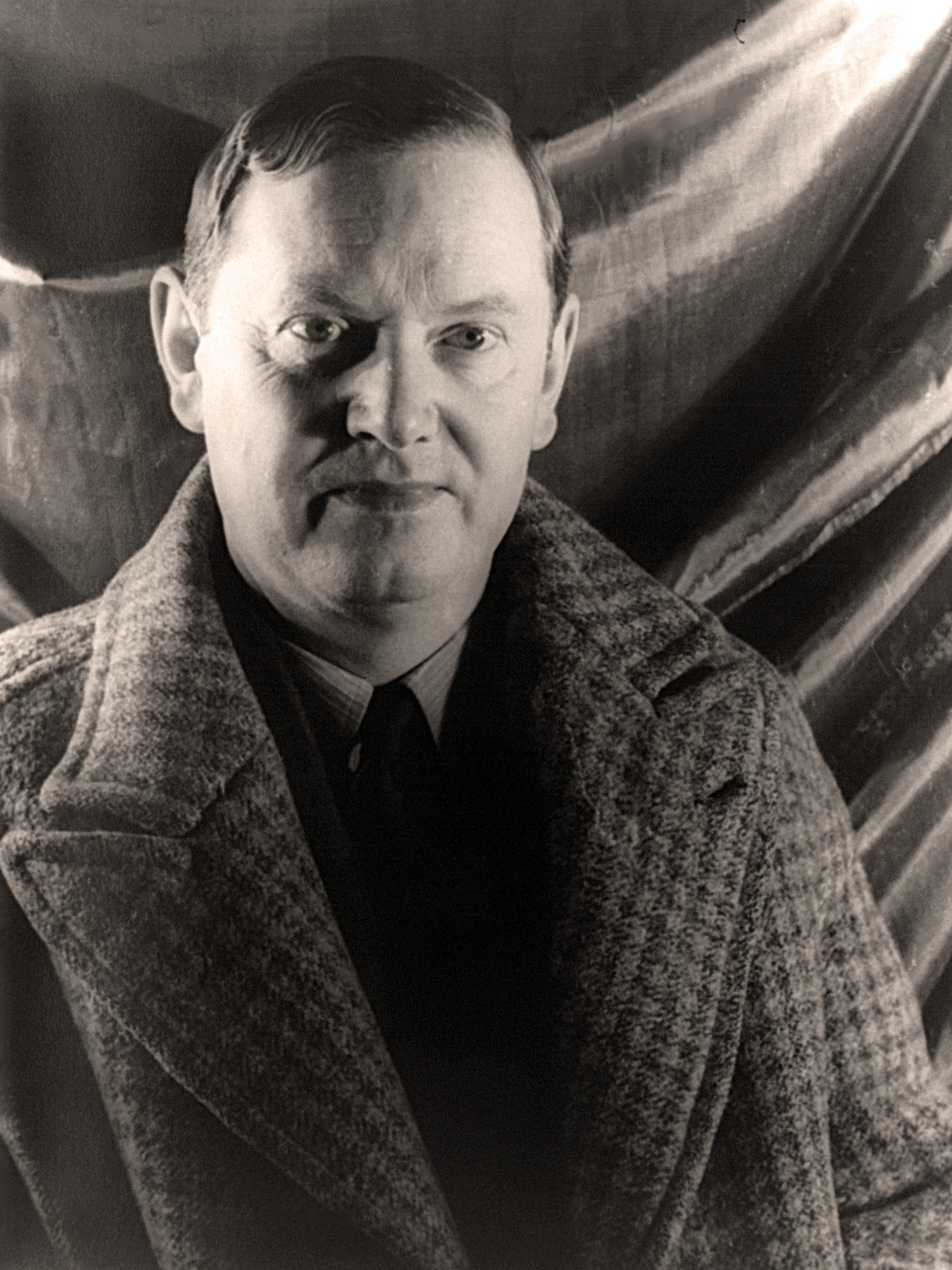
Evelyn Waugh no auge de sua carreira como romancista

The Temple at Thatch foi um romance não publicado do autor britânico Evelyn Waugh, sendo a sua primeira tentativa de lançar uma obra bibliográfica de ficção adulta. Ele começou a escrevê-lo em 1924, no final de seu último ano de graduação na faculdade de Hertford, em Oxford, e continuou a trabalhar nesta obra, de forma intermitente, nos doze meses seguintes. Depois que seu amigo Harold Acton foi contra o esboço em junho de 1925, Waugh queimou o manuscrito. Após sofrer um ataque de desânimo como essa e outras decepções pessoais, ele cogitou uma tentativa de suicídio antes de experimentar o que chamou de "um retorno acentuado ao bom senso".
Na ausência de um manuscrito ou impressão, a maioria das informações do esboço vieram das anotações do diário de Waugh e das lembranças do autor. A história era evidentemente semiautobiográfica, baseada nas experiências de Waugh em Oxford. O protagonista era um estudante universitário e os principais temas da obra foram a loucura e a magia negra. Algumas das ideias do romance podem ter sido incorporadas à primeira obra bibliográfica fictícia de Waugh, intitulada The Balance, de 1925, que continham várias referências a uma casa de campo chamada Thatch, e foi parcialmente estruturada em um roteiro, como aparentemente se tratava do romance perdido. The Balance contém personagens de The Temple at Thatch que apareceram pelo nome da obra de ficção adulta de Waugh.
O ponto de vista contrário de Acton não impediu Waugh de continuar seu projeto como escritor, mas afetou sua crença de que poderia ter sucesso como romancista. Por um tempo desviou sua atenção da obra fictícia, mas com a recuperação gradual de sua autoconfiança, conseguiu completar seu primeiro romance, Declínio e Queda, que foi publicado com grande sucesso em 1928.

## Contexto

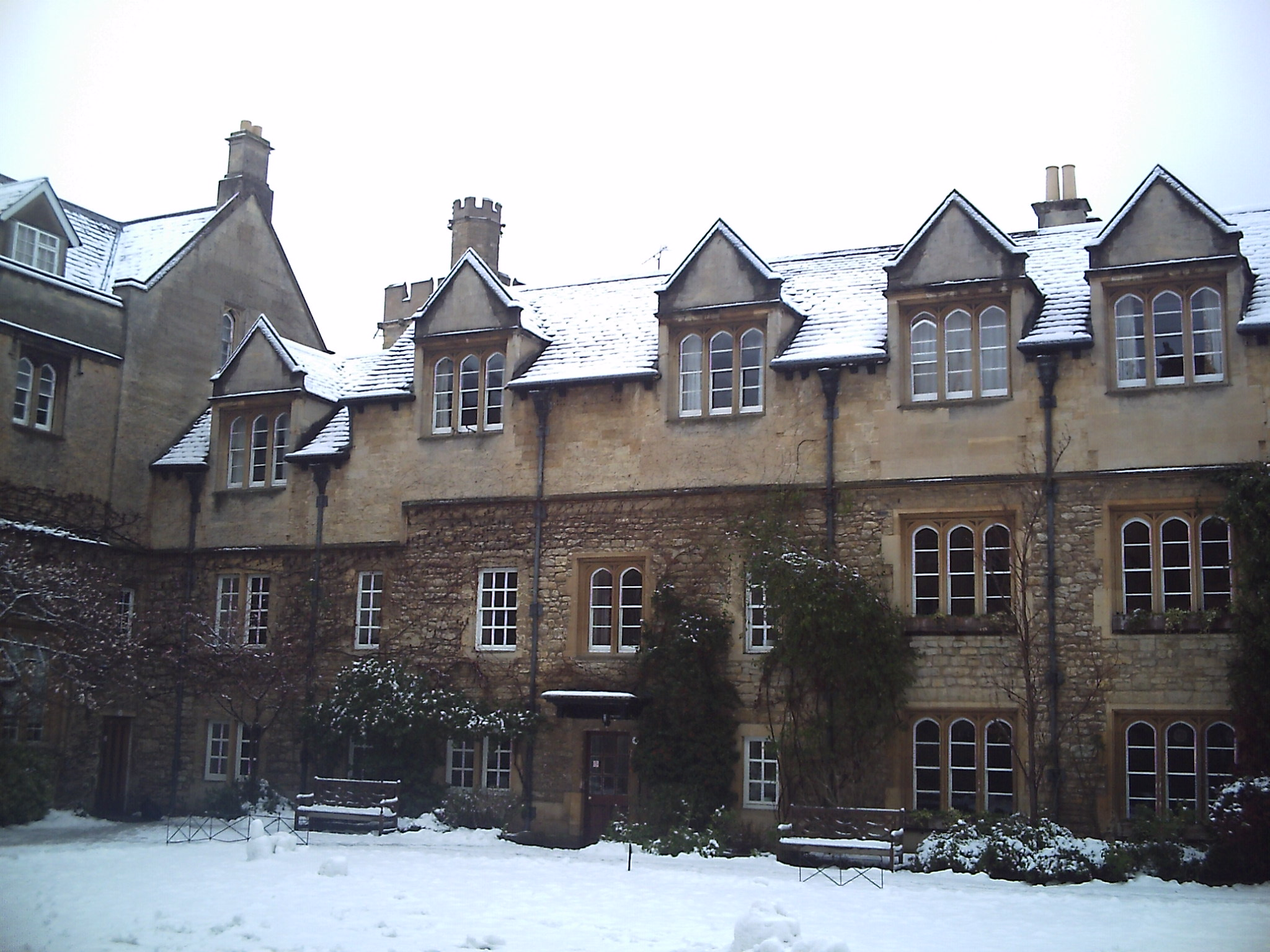
Faculdade de Hertford, local onde Waugh teve a ideia de desenvolver The Temple at Thatch em 1924

A história literária dos parentescos de Evelyn Waugh era relevante. Seu pai, o editor Arthur Waugh (1866–1943), foi um crítico literário do The Daily Telegraph; seu irmão mais velho Alec (1899–1981) foi um romancista de destaque, cujo primeiro livro The Loom of Youth tornou-se um controverso best-seller em 1917. Evelyn escreveu sua primeira história "A Maldição da Corrida de Cavalos" em 1910, quando ele tinha sete anos. Nos anos anteriores à Primeira Guerra Mundial, ajudou a gerenciar e produzir uma publicação manuscrita chamada The Pistol Troop Magazine, e também escreveu poemas. Posteriormente, como estudante na faculdade Lancing, escreveu uma paródia do estilo de Katherine Mansfield, intitulada "The Twilight of Language". Além disso, também tentou elaborar um romance, mas logo desistiu disso para se concentrar em uma peça com tema escolar, Conversion, que foi apresentada antes da escola no verão de 1921.
Na faculdade de Hertford, em Oxford, onde Waugh chegou em janeiro de 1922 para estudar história, fez parte de um círculo que reunia vários futuros escritores e críticos de eminência – Harold Acton, Christopher Hollis, Anthony Powell e Cyril Connolly, entre outros. Além disso, também formou amizades pessoais íntimas com figuras contemporâneas e aristocráticas, como Hugh Lygon e Alastair Graham, que podem ter sido referências para o personagem fictício Sebastian Flyte no romance de Waugh, Brideshead Revisited. Dentre tais companheiros, Waugh se deslumbrou pela aristocracia e pelas casas de campo que embelezariam grande parte de suas obras fictícias. Em Oxford, Waugh trabalhou pouco, isto é, dedicando-se em grande parte aos prazeres sociais: "O registro da minha vida ali é essencialmente um catálogo de amizades". No entanto, desenvolveu-se uma reputação como um habilidoso artista gráfico e contribuiu com artigos, resenhas e contos para as principais revistas universitárias, Isis e Cherwell.
Uma das histórias da revista Isis, intitulado "Exercício não acadêmico: uma história da natureza", descreve a realização de uma cerimônia mágica pela qual um estudante universitário é transformado por seus colegas em um lobisomem. O interesse de Waugh pelo mistério é ainda demonstrado por seu envolvimento, no verão de 1924, em uma obra amadora intitulada 666, no qual certamente apareceu e que ele pode ter escrito. Ele aparenta estar num estado de alguma confusão agitada e mental; o escritor Simon Whitechapel cita uma carta de Waugh a um amigo, escrita nessa época: "Tenho vivido muito intensamente nas últimas três semanas. Na última quinzena eu estive quase louco. Estou um pouco mais são agora." No entanto, a maioria dos acadêmicos considera isso como uma referência à homossexualidade de Waugh, e não à magia negra.

## Desenvolvimento
O registro mais antigo de Waugh ao produzir um romance aparece em uma carta registrada em maio de 1924 para Dudley Carew, seu amigo da faculdade. De acordo com o autor: "Em breve vou escrever um pequeno livro. Vai se chamar The Temple at Thatch e será sobre magia e loucura." Este projeto de escrita pode ter sido uma reação às circunstâncias imediatas de Waugh; ele estava nas últimas semanas de sua carreira em Oxford, contemplando o fracasso em seus provas e irritado pelo fato de que a maioria de seus colegas parecia estar à beira de carreiras brilhantes. Em 22 de junho de 1924, passou um tempo elaborando o enredo, uma continuação do tema sobrenatural explorado em "Exercício não acadêmico". A premissa básica era um estudante universitário herdando uma casa de campo da qual nada restou a não ser uma loucura do século XVIII, onde se instalou e praticou magia negra.

"A morte é a estranha tristeza do conhecimento, o eterno divorciado do casamento, o arrebatador dos filhos de seus pais, o ladrão de pais dos filhos, o interlocutor da fama, a única causa do esquecimento, pela qual os vivos falam daqueles que desapareceram como tantas sombras, ou fabulosos Paladinos".

Guilherme Drummond de Hawthornden, A Cypress Grove.
O diário de Waugh indicou que ele começou a escrever a história em 21 de julho, quando completou uma dúzia de páginas do primeiro capítulo; ele achou que era "muito bom". Ele aparentava não ter feito mais nenhum trabalho no projeto até o início de setembro, quando confidenciou em seu diário que está "em sério risco de se tornar monótono", além de expressar dúvidas de que a obra seria concluída. No entanto, Waugh encontrou uma nova inspiração depois de ler A Cypress Grove, um ensaio do poeta escocês do século XVII, Guilherme Drummond de Hawthornden, e considerou modificar sua história em The Fabulous Paladins, após uma passagem no ensaio.
O outono de 1924 foi aproveitado, em grande parte, na busca de prazer até que, pouco antes do Natal, a necessidade urgente de ganhar dinheiro motivou Waugh a procurar empregos como professor em escolas particulares. Ao ingressar no diário em 17 de dezembro de 1924, afirmou: "Ainda escrevendo cartas em louvor a mim mesmo para obscuras escolas particulares, e ainda tentando reescrever The Temple". Ele finalmente conseguiu um emprego como mestre assistente na Escola Preparatória Arnold House, em Denbighshire, noroeste do País de Gales, com um salário de 160 libras esterlinas por ano, e deixou Londres em 22 de janeiro para assumir seu cargo, levando consigo o manuscrito de The Temple.
Durante seu primeiro ano na Arnold House, Waugh encontrou poucas oportunidades para continuar sua obra. Ele estava cansado no final do dia, seu interesse pelo The Temple diminuiu e, de vez em quando, sua atenção se desviava para outros assuntos; ele contemplou um livro sobre Sileno, mas admitiu que "pode ou não... ser escrito". Após as férias da Páscoa, ele se sentiu mais confiante sobre The Temple: "Estou fazendo o primeiro capítulo (...) e tenho escrito furiosamente desde então. Sinceramente, acho que vai ser muito bom." Ele, às vezes, trabalhava no livro durante as aulas, dizendo a qualquer menino que ousasse perguntar o que ele estava fazendo que estava escrevendo uma história dos esquimós. Em junho, teve autoestima o suficiente para publicar os primeiros capítulos para seu amigo de Oxford, Harold Acton, "pedindo críticas e esperando elogios". No início daquele ano, Waugh havia comentado, de forma acolhedora, sobre o livro de poemas de Acton, An Indian Ass, "que trouxe de volta memórias de uma vida [em Oxford] infinitamente remota".

## Avaliação negativa
Enquanto esperava pela resposta de Acton, Waugh soube que seu irmão Alec havia arranjado um emprego para ele em Pisa, comuna da Itália, como secretário do escritor escocês Charles Kenneth Scott Moncrieff, que estava trabalhando na tradução para o inglês das obras romancistas de Marcel Proust, intitulado Em Busca do Tempo Perdido. Waugh, imediatamente, licenciou-se do cargo na Arnold House, antecipando "um ano no exterior bebendo o vinho Chianti embaixo das árvores de oliveira". Então veio a resposta "educada, mas arrepiante" de Acton a The Temple at Thatch. Esta carta não resistiu; sua redação foi lembrada por Waugh quarenta anos depois, em sua biografia A Little Learning. Acton escreveu que a história era "muito inglesa para o meu gosto exótico". Ele recomendou, ironicamente, que o livro fosse impresso "em alguns exemplares elegantes para os amigos que te amam", e deu uma lista dos menos elegantes de seus conhecidos mútuos. Posteriormente, Acton escreveu sobre a obra: "Era uma bobagem de Firbank, totalmente desprezível de Evelyn, e eu disse isso a ele brutalmente. Foi um jeu d'esprit fracassado.
Waugh não questionou a avaliação negativa de seu amigo, mas levou seu manuscrito para as fornalhas da faculdade, queimando-o sem dó. Logo em seguida, recebeu a notícia de que o trabalho com Scott Moncrieff havia fracassado. O golpe duplo afetou gravemente Waugh; ele escreveu em seu diário em julho: "A frase 'o fim da corda' me assedia com persistência inabalável". Em sua biografia, Waugh escreveu: "Desci sozinho à praia com meus pensamentos cheios de morte. Tirei minhas roupas e comecei a nadar para o mar. Eu realmente pretendia me afogar? Isso certamente estava em minha mente." Ele deixou um bilhete com suas roupas, fazendo uma citação de Eurípides, ou seja, sobre o mar lavando todos os males humanos. A uma curta distância, depois de ser picado por águas-vivas, desistiu da tentativa, virou-se e nadou de volta para a costa. No entanto, retornou para Londres sem pedir demissão como mestre assistente da Arnold House.

## The Balance
Embora tivesse destruído seu romance, Waugh ainda pretendia ser escritor e, no final do verão de 1925, concluiu um conto, intitulado The Balance. Este se tornou seu primeiro trabalho publicado comercialmente na editora Chapman & Hall. Seu pai era diretor administrativo na editora e incluiu o trabalho em uma coleção de contos no ano seguinte. The Balance não tem temas mágicos, mas em outros aspectos tem referências claras ao The Temple at Thatch. Ambas as obras têm configurações de Oxford, e o conto é escrito num roteiro que Waugh idealizou para o primeiro capítulo do romance.
Existem várias referências em The Balance a uma casa de campo chamada "Thatch", embora este seja um estabelecimento em pleno funcionamento à maneira de Brideshead, em vez de uma loucura arruinada. Imogen Quest, namorada do protagonista Adam, mora em Thatch; uma aquarela da casa é exibida nos quartos do estudante universitário; o final da história descreve uma festa em Thatch, durante a qual os convidados fofocam, de maneira maliciosa, sobre Adam. Os nomes "Imogen Quest" e "Adam" foram usados por Waugh vários anos depois em seu romance Vile Bodies, levando à especulação se esses nomes, como o da casa, se originaram no The Temple at Thatch.

## Obras futuras
O ponto de vista negativo de Acton em The Temple at Thatch deixou Waugh nervoso com seu potencial como escritor imaginativo — ele acatou a avaliação negativa de Acton em todas as questões literárias — e por enquanto não tentou escrever outro romance. Depois de The Balance, ele escreveu um artigo humorístico, Noah, or the Future of Intoxication, que foi primeiro aceito e depois rejeitado pelos editores Kegan Paul. No entanto, um conto chamado A House of Gentle Folks, foi publicado em The New Decameron: The Fifth Day, editado por Hugh Chesterman (Oxford: Basil. Blackwell, 1927). Depois disso, por um tempo, Waugh se dedicou ao trabalho não-ficcional. Um ensaio sobre a Irmandade Pré-Rafaelita foi publicado em edição limitada pelo amigo de Waugh, Alastair Graham; isso levou à produção de um livro completo, Rossetti, His Life and Works, publicado em 1928.
O desejo de escrever obras fictícias não acabou. No outono de 1927, Waugh começou um romance cômico que ele intitulou Picaresque: or the Making of an Englishman. As primeiras páginas foram lidas para outro amigo, o futuro romancista Anthony Powell, que as achou muito divertidas, e ficou surpreso quando Waugh lhe disse, pouco antes do Natal, que o manuscrito havia sido queimado. Este não era de fato o caso; Waugh simplesmente deixara o trabalho de lado. No início de 1928, escreveu para Harold Acton, perguntando se deveria ou não terminá-lo. Nesta avaliação, por outro lado, Acton se manifestou recheado de elogios; Waugh retomou o trabalho e completou o romance em abril de 1928. Foi publicado no final daquele ano sob um novo título, Declínio e Queda.
De acordo com sua recente biógrafa Paula Byrne, Waugh havia "encontrado sua vocação como escritor e, nos próximos anos, sua carreira cresceria espetacularmente". The Temple of Thatch foi rapidamente esquecido e, como aponta Whitechapel, não conseguiu despertar muito interesse posterior dos acadêmicos. Whitechapel, no entanto, considera-o uma perda para a literatura e acrescenta: "Se correspondeu ou não à qualidade de seu segundo romance, Declínio e Queda, se ainda existisse, não poderia deixar de ser de interesse tanto para acadêmicos, quanto para leitores em geral."